# Меньє (Женева)
Меньє (фр. Meinier) — громада  в Швейцарії в кантоні Женева.

## Географія
Громада розташована на відстані близько 125 км на південний захід від Берна, 9 км на північний схід від Женеви.
Меньє має площу 7 км², з яких на 14,6% дозволяється будівництво (житлове та будівництво доріг), 80,5% використовуються в сільськогосподарських цілях, 3,3% зайнято лісами, 1,6% не є продуктивними (річки, льодовики або гори).

## Демографія
2019 року в громаді мешкало 2116 осіб (+10,8% порівняно з 2010 роком), іноземців було 19,5%. Густота населення становила 304 осіб/км².
За віковим діапазоном населення розподілялося таким чином: 23,5% — особи молодші 20 років, 56,6% — особи у віці 20—64 років, 19,9% — особи у віці 65 років та старші. Було 804 помешкань (у середньому 2,6 особи в помешканні).
Із загальної кількості 830 працюючих 79 було зайнятих в первинному секторі, 289 — в обробній промисловості, 462 — в галузі послуг.